# Encore – Live and Direct
Az Encore – Live And Direct a Scooter együttes 2002-ben megjelentetett első koncertalbuma. A kiadvány egylemezes. A koncertről készített felvétel kapható továbbá DVD-n is, kétlemezes változatban . A második korong tartalmazza az összes addigi videóklipet.
A felvételek a németországi Kölnben készültek egy turné során. Bónusz számként rajta van a Nessaja, amit már Jay Froggal vettek fel, így a kiadvány a Second Chapter összegzésének is mondható.
A DVD megjelent Encore – The Whole Story címen is, ez egy duplalemezes kiadás, mely tartalmazza az összes Scooter-videóklipet a Nessajával bezárólag. Emellett fényképeket, történeti leírást, és kvízt is tartalmaz. Ez a kiadvány több mint huszonötezer példányban kelt el Németországban, ezért aranylemezt kaptak érte. 2012-ben egy, a veszélyeztetett gyermekek megsegítésére indult alapítványi kampány részére felajánlották azt, méghozzá dedikálva.

## Számok listája

### Live And Direct verzió
1. Posse (I Need You on the Floor)
2. We Bring the Noise
3. R.U. :)
4. Aiii Shot the DJ
5. Faster Harder Scooter
6. I’m Raving
7. Call Me Mañana
8. Fuck the Millennium
9. Am Fenster
10. Eyes Without A Face
11. No Fate
12. Greatest Beats, How Much Is the Fish?, Surfin' Bird
13. Ramp! (The Logical Song)
14. The Age of Love
15. Fire
16. Endless Summer
17. Hyper Hyper
18. Nessaja

### The Whole Story verzió
1. Posse (I Need You on the Floor)
2. We Bring The Noise
3. R.U. :)
4. Aiii Shot the DJ
5. Faster Harder Scooter
6. I’m Raving
7. Rhapsody In E
8. Stuttgart
9. Call Me Mañana
10. Fuck the Millennium
11. Habanera
12. Am Fenster
13. Eyes Without A Face
14. No Fate
15. Greatest Beats, How Much Is the Fish?, Surfin’ Bird
16. Ramp! (The Logical Song)
17. The Age of Love
18. Fire
19. Endless Summer
20. Hyper Hyper, Don’t You Forget About Me
21. Move Your Ass!